# 塞布尼茨河
50°56′35″N 14°08′06″E / 50.943148°N 14.135120°E
塞布尼茨河（德語：Sebnitz，發音：[ˈzeːpnɪts] ⓘ）是歐洲的河流，流經德國薩克森州和捷克，處於德國首都柏林以南180公里，屬於易北河的流域，與波倫茨河匯流成為拉赫巴赫河，河道全長31公里，流域面積162平方公里。